# Глигорие Томич
Глигорие (Глиша) Томич (на сръбски: Глигорие Томић, Глиша Томић, на македонска литературна норма: Глигорие Томиќ) е архитект от началото на XX век.

## Биография
Глигорие Томич е роден в 1886 година в град Крушево, тогава в Османската империя, в сърбоманско семейство. Завършва архитектура в Техническото висше училище в Белград в 1914 година. Докато следва, в 1913 година в Митровица под негов надзор се довършва църквата „Свети Сава“. В 1926 година заедно с Йосиф Михайлович правят проекта за църквата „Свети Урош“ в Урошевац.
Като упълномощен проектант до 1941 година има собствена проектантска фирма „Полет“ в Скопие. Проектира и реализира голям брой индивидуални фамилни къщи, магазини и казарми в Скопие. Той е основател и собственик на керамичната индустрия КИС. След като Вардарска Македония остава в Югославия след Втората световна война, работи като проектант в Градския транспорт в Скопие и в Министерството на строителството.
Умира в Белград в 1971 година.
Негов син е архитектът Любомир Томич.